# 龍江煎堆
龍江煎堆是一種起源於中國廣東省順德區龍江鎮的小吃，以糯米及粘米粉團炸起，在內包上花生碎及糖漿的餡料，外面加上大量芝麻，外形比起拳頭還要大，是廣東及香港等地的傳統賀年食品。